# Josua Janowski
Josua Janowski (Jannewitz, Janowicz) herbu Bawola Głowa – sędzia ziemski pucki, ławnik ziemski pucki.
Poseł województwa pomorskiego na sejm 1576/1577 roku, sejm 1589 roku. Podpisał traktat bytomsko-będziński. Poseł województwa pomorskiego na sejm 1593 roku.
Był wyznawcą luteranizmu.